# Circonscription électorale de Saint-Gall
Pour les articles homonymes, voir Saint-Gall (homonymie).
La circonscription électorale de Saint-Gall (en allemand Wahlkreis St. Gallen) est une circonscription électorale du canton de Saint-Gall en Suisse. 

## Histoire
La circonscription électorale de Saint-Gall est créée en 2003 de la fusion des anciens districts de Saint-Gall et de Gossau plus la commune d'Eggersriet issue de l'ancien district de Rorschach.

## Communes
| Nom          | N° OFS | Population (décembre 2022) |
| ------------ | ------ | -------------------------- |
| Andwil       | 3441   | +002 115,                  |
| Eggersriet   | 3212   | +002 364,                  |
| Gaiserwald   | 3442   | +008 523,                  |
| Gossau       | 3443   | +018 226,                  |
| Häggenschwil | 3201   | +001 393,                  |
| Muolen       | 3202   | +001 253,                  |
| Saint-Gall   | 3203   | +076 931,                  |
| Waldkirch    | 3444   | +003 528,                  |
| Wittenbach   | 3204   | +009 914,                  |
| Total        | Total  | +122 903,                  |